# ماركو فيرارو
ماركو فيرارو هو لاعب كرلنغ ومعلق رياضي ومخترِع كندي، ولد في 1955، وتوفي في 31 أغسطس 2017 بسبب سرطان.